# Salvo D'Acquisto
Salvo D'Acquisto, född den 15 oktober 1920 i Neapel, död den 23 september 1943 i Palidoro, Lazio, var en italiensk karabinjär som avrättades av SS. Han tilldelades postumt en av de högsta italienska utmärkelserna, Medaglia d'oro al valor militare, som delas ut för enastående och i alla avseenden efterföljansvärda exempel på uppvisat mod i krig. Påven Johannes Paulus II hyllade honom 2001 i ett uttalande riktat till karabinjärerna i Rom: "Karabinjärkårens historia visar att helighetens höjder kan nås genom ett troget och offervilligt fullgörande av sin stats tjänsteuppdrag. Jag tänker här på er kollega, furir Salvo D'Acquisto vars saligförklaring är under betänkande."

## Gisslan och död
Den 22 september 1943 dödades en SS-soldat då en explosion inträffade vid Torre di Palidoro i kommunen Fiumicino nära Rom. Explosionen kan ha varit en olyckshändelse; en handgranat exploderade då SS-soldater undersökte på platsen kvarlämnade lådor med ammunition och sprängmedel. D'Acquisto som tillkallades i egenskap av ställföreträdande befälhavare på närmaste postering för en polismyndighet, i detta fall karabinjärerna, kom efter att ha undersökt saken fram till slutsatsen att det rörde sig om en olycka. Den ansvarige SS-befälhavaren vägrade emellertid att acceptera D'Acquistos slutsats och lät anhålla 22 mer eller mindre slumpmässigt utvalda civilister, vilka sedan förhördes. Efter att alla 22 förklarat sig oskyldiga och dessutom nekat till att veta vem som var skyldig till det förmenta mordet, bestämde SS-befälhavaren att de skulle avrättas. När civilisterna tvingades gräva en massgrav för sig själva insåg D'Acquisto att de verkligen skulle skjutas. Han "erkände" då att han var skyldig till "dådet" och att han hade agerat ensam, varefter han arkebuserades på platsen. Salvo D'Acquisto är begravd i klosterkyrkan Santa Chiara i Neapel.